# Terra sonâmbula
Terra sonâmbula è un film del 2007 diretto da Teresa Prata.
Il film, tratto dall'omonimo romanzo di Mia Couto, è stato presentato al Festival di cinema africano di Verona 2008.

## Trama
Muidinga parte alla ricerca dei suoi genitori, accompagnato da Tuahir, e troverà nel suo viaggio un diario di un uomo (Kindzu).